# Moses Tanui
Moses Kiptarbet Tanui (ur. 20 sierpnia 1965 w hrabstwie Nandi) – kenijski lekkoatleta specjalizujący się w biegach długodystansowych. Złoty i srebrny medalista lekkoatletycznych mistrzostw świata, wielokrotny złoty medalista mistrzostw świata w biegach przełajowych i półmaratonie, medalista mistrzostw Afryki, medalista igrzysk Wspólnoty Narodów, dwukrotny olimpijczyk (Seul, Barcelona).

## Przebieg kariery
W 1987 roku otrzymał złoty medal rozgrywanych w Warszawie mistrzostw świata w biegach przełajowych w drużynowej rywalizacji seniorów (indywidualnie zajął 18. miejsce). Rok później, także podczas światowego czempionatu w biegach przełajowych, kenijska ekipa z udziałem Tanui obroniła złoty medal. Na igrzyskach olimpijskich w Seulu startował w konkursie biegu na 10 000 m, który ukończył na 8. miejscu w finale zmagań (uzyskał czas 27:47,23).
W 1989 roku wywalczył dwa medale mistrzostw Afryki: srebrny w biegu na 10 000 m oraz brązowy w biegu na dystansie dwukrotnie krótszym. Wystąpił na igrzyskach Wspólnoty Narodów w Auckland, na których zdobył srebrny medal w konkurencji biegu na 10 000 m. Na światowym czempionacie w Tokio zdobył złoty medal w konkurencji biegu na 10 000 m.
Na rozgrywanych w Barcelonie igrzyskach olimpijskich ponownie zajął 8. miejsce w finale konkursu biegu na 10 000 m (tym razem uzyskał rezultat czasowy 28:27,11).
W dalszych latach kariery uczestniczył głównie w mistrzostwach świata w półmaratonie, na których zdobył indywidualnie złoty (w 1995) i srebrny medal (w 1997 roku). Był też uczestnikiem światowego czempionatu w Stuttgarcie, w trakcie którego zdobył tytuł wicemistrzowski w konkurencji biegu na 10 000 m. Po raz ostatni w międzynarodowych zawodach lekkoatletycznych wystąpił w maju 2004 roku podczas miejskiego maratonu w Wiedniu, który ukończył na 11. miejscu.

## Osiągnięcia
| Rok     | Zawody                                    | Miasto            | Miejsce | Konkurencja      | Wynik    |
| ------- | ----------------------------------------- | ----------------- | ------- | ---------------- | -------- |
| 1987    | Mistrzostwa świata w biegach przełajowych | Warszawa          | 18.     | seniorzy, ind.   | 37:17    |
| 1987    | Mistrzostwa świata w biegach przełajowych | Warszawa          | złoto   | seniorzy, druż.  | 53       |
| 1988    | Mistrzostwa świata w biegach przełajowych | Auckland          | 6.      | seniorzy, ind.   | 35:25    |
| 1988    | Mistrzostwa świata w biegach przełajowych | Auckland          | złoto   | seniorzy, druż.  | 23       |
| 1988    | Igrzyska olimpijskie                      | Seul              | 8.      | bieg na 10 000 m | 27:47,23 |
| 1989    | Mistrzostwa świata w biegach przełajowych | Stavanger         | 9.      | seniorzy, ind.   | 40:42    |
| 1989    | Mistrzostwa świata w biegach przełajowych | Stavanger         | złoto   | seniorzy, druż.  | 44       |
| 1989    | Mistrzostwa Afryki                        | Lagos             | brąz    | bieg na 5000 m   | 13:36,79 |
| 1989    | Mistrzostwa Afryki                        | Lagos             | srebro  | bieg na 10 000 m | 28:22,90 |
| 1990    | Igrzyska Wspólnoty Narodów                | Auckland          | 5.      | bieg na 5000 m   | 13:28,31 |
| 1990    | Igrzyska Wspólnoty Narodów                | Auckland          | srebro  | bieg na 10 000 m | 28:11,56 |
| 1990    | Mistrzostwa świata w biegach przełajowych | Aix-les-Bains     | srebro  | seniorzy, ind.   | 34:21    |
| 1990    | Mistrzostwa świata w biegach przełajowych | Aix-les-Bains     | 42.     | seniorzy, druż.  | 42       |
| 1990    | Igrzyska dobrej woli                      | Seattle           | 5.      | bieg na 10 000 m | 27:43,62 |
| 1991    | Mistrzostwa świata w biegach przełajowych | Antwerpia         | srebro  | seniorzy, ind.   | 33:54    |
| 1991    | Mistrzostwa świata w biegach przełajowych | Antwerpia         | złoto   | seniorzy, druż.  | 38       |
| 1991    | Mistrzostwa świata                        | Tokio             | złoto   | bieg na 10 000 m | 27:38,74 |
| 1992    | Igrzyska olimpijskie                      | Barcelona         | 8.      | bieg na 10 000 m | 28:27,11 |
| 1992    | Mistrzostwa świata w półmaratonie         | South Shields     | 53.     | indywidualnie    | 1:03:40  |
| 1993    | Mistrzostwa świata w biegach przełajowych | Amorebieta-Etxano | 4.      | seniorzy, ind.   | 33:14    |
| 1993    | Mistrzostwa świata w biegach przełajowych | Amorebieta-Etxano | złoto   | seniorzy, druż.  | 25       |
| 1993    | Mistrzostwa świata                        | Stuttgart         | srebro  | bieg na 10 000 m | 27:46,54 |
| 1994    | Mistrzostwa świata w półmaratonie         | Oslo              | 9.      | indywidualnie    | 1:01:35  |
| 1995    | Mistrzostwa świata w półmaratonie         | Belfort           | złoto   | indywidualnie    | 1:01:45  |
| 1997    | Mistrzostwa świata w półmaratonie         | Koszyce           | srebro  | indywidualnie    | 59:58    |
| Źródło: |                                           |                   |         |                  |          |

## Rekordy życiowe
- bieg na 1500 m – 3:41,8h (15 września 1989, Nairobi)
- bieg na 3000 m – 7:39,63 (18 sierpnia 1995, Kolonia)
- bieg na 5000 m – 13:17,80 (6 czerwca 1992, Sewilla)
- bieg na 10 000 m – 27:18,32 (3 września 1993, Bruksela)
- półmaraton – 59:47 (3 kwietnia 1993, Mediolan)
- maraton – 2:06:16 (24 października 1999, Chicago)

Źródło: 